# Mickey 17
Mickey 17 là một bộ phim điện ảnh Mỹ – Hàn Quốc thuộc thể loại hài đen – khoa học viễn tưởng – chính kịch ra mắt vào năm 2025 do Bong Joon-ho làm đạo diễn, viết kịch bản và đồng sản xuất, được dựa trên cuốn tiểu thuyết Mickey7 của Edward Ashton ra mắt vào năm 2022. Với sự tham gia diễn xuất của các diễn viên gồm Robert Pattinson, Naomi Ackie, Steven Yeun, Patsy Ferran, Cameron Britton, Daniel Henshall, Steve Park, Anamaria Vartolomei, Toni Collette và Mark Ruffalo, tác phẩm theo chân Mickey Barnes – một thanh niên tình nguyện tham gia chương trình "thí mạng" trong không gian để chinh phạt và thuộc địa hóa hành tinh băng giá Niflheim. Trải qua nhiều lần chết đi sống lại, Mickey – dưới thân phận Mickey 17 – vô tình gặp được phiên bản tiếp theo của mình, từ đây mở ra một cuộc chiến sinh tồn dữ dội.
Mickey 17 có buổi công chiếu tại quảng trường Leicester vào ngày 13 tháng 2 năm 2025 và tại liên hoan phim quốc tế Berlin lần thứ 75 vào ngày 15 tháng 2 cùng năm, sau đó tác phẩm được Warner Bros. Pictures phát hành tại Hàn Quốc vào ngày 28 tháng 2 năm 2025, tại Mỹ vào ngày 7 tháng 3, và tại Việt Nam vào ngày 14 tháng 3 cùng năm. Được nhận về những lời khen ngợi từ giới chuyên môn sau khi ra mắt, song tác phẩm lại là một thất bại về mặt doanh thu khi chỉ thu về 131,8 triệu USD từ kinh phí sản xuất 118 triệu USD.

## Nội dung
Năm 2050, Mickey Barnes và người bạn của anh là Timo bắt đầu rơi vào cảnh khánh kiệt sau một thương vụ kinh doanh thất bại. Do không có khả năng thanh toán khoản nợ, cả hai đăng ký tham gia một chương trình phi hành đoàn trên một con tàu vũ trụ rời Trái Đất để thực hiện sứ mệnh khai phá và thuộc địa hóa hành tinh băng giá Niflheim. Theo đó, Timo đảm nhận vai trò phi công của tàu vũ trụ, trong khi Mickey trở thành "người hiến tặng" – một thành viên bị xem là có thể thay thế và được giao các nhiệm vụ nguy hiểm đến tính mạng, bởi mỗi khi anh chết thì một bản sao mới sẽ được "in lại" nhờ công nghệ nhân bản vô tính vốn bị ngăn cấm trên Trái Đất từ lâu. Trong hành trình ấy, Mickey bắt đầu có mối quan hệ tình cảm với Nasha Barridge, một nhân viên an ninh trên tàu.
Bốn năm sau, tàu hạ cánh đáp xuống hành tinh băng giá Niflheim, các nhà khoa học trên tàu vũ trụ đã phát triển một loại vaccine thông qua việc sử dụng nhiều nhân bản của Mickey để điều trị những mầm bệnh của hành tinh này. Tuy nhiên, sự xuất hiện của các sinh vật bản địa hình gấu nước mang tên "bọ quái vật" (creeper) đã cản trở việc quá trình thuộc địa hóa Niflheim. Mickey 17 – phiên bản thứ 17 của chính anh – cố gắng bắt một con bọ để nghiên cứu nhưng vô tình bị rơi xuống một khe nứt băng. Timo chứng kiến cảnh Mickey 17 bị bầy bọ bao vây trước khi nhặt khẩu súng của Mickey rời đi và báo cáo rằng anh đã tử nạn. Nào ngờ, những con "bọ quái vật" hợp lực đẩy Mickey 17 ra khỏi khe nứt, giúp anh sống sót và quay trở lại con tàu.
Khi trở về khoang tàu, Mickey 17 bất ngờ phát hiện một bản sao khác của mình là Mickey 18 đã được tạo ra để thay thế anh. Do theo quy định không cho phép có sự tồn tại của nhiều bản sao cùng một lúc, chính trị gia quyền lực Kenneth Marshall chỉ được phép sử dụng công nghệ nhân bản với điều kiện rằng nếu có sự trùng lặp thì tất cả các bản sao phải bị tiêu hủy ngay lập tức. Nhận thức được nguy cơ này, Mickey 18 cố gắng giết Mickey 17, song Mickey 17 phản kháng và đề xuất một thỏa thuận với nhau, trong đó cả hai có thể sống bằng việc luân phiên thực hiện nhiệm vụ, chia sẻ bữa ăn và cái chết. Mickey 18 định giết luôn cả Timo nhưng bị ngăn cản một hồi và rời đi cùng Nasha, trong khi Mickey 17 bị triệu tập đến bữa tối cùng Marshall, vợ hắn – Ylfa, và nhân viên an ninh Kai Katz. Tại đây, Mickey 17 phản ứng dữ dội với một loại thịt thử nghiệm và sau đó bị thuốc giảm đau thử nghiệm tác động mạnh vào người anh. Kai sau đó đã kịp thời ngăn chặn Marshall hành quyết Mickey 17, đồng thời trả tự do cho anh.
Mickey 17 sau đó phát hiện ra rằng Nasha đã biết về sự tồn tại của hai tên Mickey và cô muốn giúp đỡ họ. Tuy nhiên, Kai phát hiện sự việc và đề xuất một thỏa thuận chia sẻ hai nhân bản. Mickey 18 tức giận khi biết những gì đã xảy ra với Mickey 17 trong bữa tối hôm đó và quyết định lên kế hoạch ám sát Marshall, trong khi Mickey 17 và Nasha đuổi theo anh ta. Lúc đó, Marshall đang tổ chức một buổi lễ công khai với một khối đá từ Niflheim, kế hoạch của Mickey 18 đang sắp thành công thì bất ngờ bị gián đoạn khi hai con "bọ quái vật" non tên Zoco và Luko xuất hiện từ khối đá và gây ra náo loạn kinh hoàng. Cuối cùng, Luko bị giết và Zoco bị Mickey 17 bắt giữ. Nasha cố gắng ngăn Mickey 18 thủ tiêu Marshall, nhưng không may việc này đã bị Marshall phát hiện. Cả Mickey 17, Mickey 18 và Nasha đều bị bắt, trong khi một đàn bọ kéo đến bao vây con tàu và kêu gọi đứa con Zoco bị giam giữ bên trong.
Trong thời gian bị giam giữ, Mickey 17 mô tả trải nghiệm của mình với loài bọ, khiến Nasha nhận ra rằng chúng không có ý định gây thù chuốc oán. Vì phải vừa lòng tên chủ nợ, Timo định sát hại Mickey 17 nhưng Nasha và Mickey 18 đã ra tay ngăn chặn kịp thời. Sau đó, cả Mickey 17, Mickey 18 và Nasha bị đưa đến gặp Marshall và Ylfa, lúc này Nasha cố gắng biện hộ cho hai tên Mickey nhưng đều bất thành. Marshall xóa hết mọi ký ức lưu trữ của hai tên Mickey, rồi ra lệnh tiêu diệt loài "bọ quái vật" bằng một loại khí thần kinh mới, song dưới sự thuyết phục của Ylfa và trợ lý Preston, hắn đổi ý cho phép hai tên Mickey ra ngoài tham gia một cuộc thi, trong đó ai giết được nhiều bọ hơn để lấy đuôi của chúng thì sẽ được phép sống sót. Nhưng thay vì tham gia cuộc thi, cả hai tên Mickey lại bắt tay giảng hòa với con đầu đàn, tức mẹ của chúng, khiến cho Marshall nổi cáu và phải đích thân dẫn một đội an ninh ra ngoài để tiêu diệt chúng.
Mickey 17 sử dụng thiết bị dịch thuật để cảnh báo mẹ của loài bọ về kế hoạch xấu xa của Marshall, khiến cho con đầu đàn đưa ra lời đe dọa sẽ giết toàn bộ con người bằng âm thanh trừ khi Zoco còn sống được trả lại cho nó, kèm theo một mạng người được hiến tế để đền bù cho Luko đã chết. Mickey 17 truyền đạt yêu cầu này cho Nasha qua hệ thống camera. Nasha sau đó tấn công Ylfa, tạo cơ hội giải thoát cho Zoco; trong khi một số nhân viên an ninh khác đều quay lưng chống lại Marshall và Ylfa để phản đối hành động của họ. Nasha trả lại Zoco cho mẹ, Ylfa bị các nhân viên an ninh bắt giữ, còn Mickey 18 đánh tay đôi với Marshall. Cuối cùng, Mickey 18 đã hi sinh bản thân bằng việc kích nổ bom trên áo giết chết cả Marshall và anh để thực hiện thỏa thuận với loài bọ. Sáu tháng sau cuộc chiến, Nasha đã vươn lên nắm quyền kiểm soát thuộc địa sau khi Preston và một số đối tác của Marshall bị cầm tù, Ylfa cắt cổ tay tự sát ở trại tâm thần, còn Timo đã ra tay giết chết tay sai của tên chủ nợ và minh oan cho bản thân tại tòa án. Nasha chủ trì một buổi lễ động thổ trên vương quốc Niflheim, với việc Mickey 17 – giờ đây được gọi lại là Mickey Barnes – kích nổ thiết bị nhân bản, qua đó đánh dấu sự chấm dứt của chương trình "thí mạng".

## Diễn viên
- Robert Pattinson trong vai Mickey Barnes / Mickey 17 / Mickey 18
- Naomi Ackie trong vai Nasha Barridge
- Steven Yeun trong vai Timo
- Toni Collette trong vai Ylfa Marshall
- Mark Ruffalo trong vai Kenneth Marshall
- Patsy Ferran trong vai Dorothy
- Cameron Britton trong vai Arkady
- Daniel Henshall trong vai Preston
- Steve Park trong vai đặc vụ Zeke
- Anamaria Vartolomei trong vai Kai Katz
- Holliday Grainger trong vai Gemma
- Thomas Turgoose trong vai lính bazooka
- Angus Imrie trong vai đặc vụ Charlie
- Tim Key trong vai người hóa trang bồ câu
- Anna Mouglalis trong vai con đầu đàn của bọ quái vật